# 다두허
다두허(大渡河, 대도하, 티베트어: rgyal rong rgyal mo rngul chu)는 중화인민공화국 쓰촨성 서부를 흐르는 큰 강으로 민강의 지류이다. 장강 수계에 속하며 옛 명칭은 말수(沫水)이다.

## 유로
민강·다두허 유역 칭하이성 위수 티베트족 자치주 남부의 바옌커라 산맥의 남쪽 기슭을 출발해 쓰촨 성에 들어가 간쯔 티베트족 자치주의 다쉐 산맥과 충라이 산맥의 사이를 남쪽으로 흐른다. 쓰촨 성에서는 아바 티베트족 창족 자치주, 간쯔 티베트족 자치주, 야안 시, 량산 이족 자치주, 러산 시를 흐른다. 야안의 남부에서 크게 동쪽으로 방향을 바꾸어 러산에서 민강과 합류한다. 유역은 대부분이 험한 산악 지대이다.
다두허의 원류는 둬커허(多柯河) 및 마얼커허(麻爾柯河)로 합류해 다진촨(대금천, 大金川)이 되고 샤오진촨(소금천, 小金川)과 합류해 다두허가 된다. 그 외의 큰 지류로는 청이 강(青衣江, 284km), 숴모허(梭磨河), 자오무쭈허(脚木足河) 등이 있다.

## 역사
다두허는 흐름이 빠르고 수량도 많아 여행자의 횡단을 막아왔다. 강희제의 시대에 쓰촨에서 시캉·시짱 방면으로의 교통 때문에 야안 서쪽의 루딩 현에 길이 100m의 루딩 교가 건설되면서 다두허를 건너는 것이 용이해졌다.
대도하는 중국의 전투사에서 중요한 역할을 해왔다. 1863년 태평천국의 익왕 석달개는 쓰촨 성에 진출한 후 다두허를 건너지 못하고 청군에 퇴로가 끊어져 마침내 항복했다. 또 1935년 5월, 중국 공산당은 대장정의 도중에 다두허를 건너기 위해 22명의 결사대를 조직해 루딩 교를 국민당 수비군으로부터 빼앗아 횡단에 성공했다고 한다. 1950년에는 루딩 교 북쪽으로 촨짱 공로라는 큰 철교가 완성되어 루딩 교는 사적으로서 보존되고 있다.